# Nikola Miljanović
Nikola Miljanović - Karaula (Lisičine, kraj Slatine, 1914. — Levanjska Varoš, kraj Đakova, 1. srpnja 1944.) bio je sudionik Narodnooslobodilačke borbe i narodni heroj Jugoslavije.

## Životopis
Rodio se je 1914. godine u Lisičinama kraj Slatine u srednje imućnoj seljačkoj obitelji. Nikolin rođeni brat Savo Miljanović također je sudjelovao u ratu, a poslije rata je bio general-majorom JNA.
U svojoj četrnaestoj godini Nikola je stupio u ogranak Samostalne demokratske stranke „Seljačko kolo“ i ubrzo bio izabran za njenog predsjednika. Sa sedamnaest godina je bio izabran za seoskog kneza na oporbenoj listi, što je predstavljalo rijetkost, jer su se za tu dužnost obično birali stariji ljudi. Kada mu je istekao mandat, seljaci su ga ponovo izabrali za svoga kneza. Godine 1936. odslužio je vojni rok.
Prve dane okupacije Jugoslavije 1941. proveo je u rodnom selu. Odbio je pozive njemačke vojske i ustaša da preda oružje. Još prije napada Njemačke na Sovjetski Savez i početka oružanog ustanka, sa skupinom seljaka je odlučio skloniti se u šumu prije dolaska neprijatelja u selo. Već u svibnju čuvala je njegova skupina od petnaest naoružanih ljudi uz jedan puškomitraljez kojim je on rukovao Lisičine od upada manjih ustaških postrojba. Tek je kasnije bila uspostavljena veza između stranačke organizacije i ove oružane skupinie, koju je Nikola samoinicijativno formirao radi sprječavanja terora koji su ustaše sprovodile u tom kraju.
Ljeti 1941. godine dvjesta je ustaša upalo u selo Staru Krivaju te pohvatalo 50 ljudi i žena, povezalo ih i povelo prema šumi na strijeljanje. Nikola je za to saznao i sa svojim borcima dočekao i u šumi napao ustaše. Ustaše su bili razbijeni i pobjegli, ostavivši petnaest mrtvih i vezane seljake. Ovaj uspjeh odjeknuo je vrlo pozitivno u tom kraju. Pričalo se poslije toga da je šuma puna partizana (Nikola je svoju skupinu raspoređivao u koloni po jedan na rubu šume prema selu i to u neprekidnom lancu, čim zađe u šumu, prvi iz kolone se trkom vraća nazad i staje iza posljednjeg u koloni i ponovo prolazi, tako da se ostavlja dojam da ih je jako puno).
Nikolina grupa djelovala je samostalno do listopada 1941. godine. Tada je prešla na Papuk i kao vod ušla u sastav Papučko-krndijske partizanske čete. Te godine on je postao i zapovjednikom Prvog slavonskog partizanskog odreda. Godine 1943., dobio je čin kapetana i postao zapovjednikom časničke škole u Rupnici, kraj Zvečeva. Godine 1944., dobio je čin majora i postao zapovjednik Osamneste slavonske udarne brigade. 
Poginuo je u 1. srpnja 1944. godine, u borbi kod Levanjske Varoši, kada je usred njegovog stožera pala neprijateljska mina i na mjestu ga usmrtila.
Ukazom Predsjedništva Antifašističkog vijeća narodnog oslobođenja Jugoslavije (AVNOJ), 19. lipnja 1945. godine, među prvim borcima Narodnooslobodilačke vojske, proglašen je za narodnog heroja.

## Naslijeđe
Do 1991., vojarna JNA u Virovitici nosila je njegovo ime, a u Slatini se nalazio spomenik pred zgradom općine.